# Goniomma
Goniomma és un gènere de formigues de la subfamília dels mirmicins (Myrmicinae). Es distribueix pel Mediterrani Occidental, incloent-hi la península Ibèrica.

## Espècies
El gènere Goniomma inclou 10 espècies, de les quals 7 viuen a la península Ibèrica:
- Goniomma baeticum Reyes, Espadaler & Rodríguez, 1987 - present a la península Ibèrica
- Goniomma blanci (André, 1881) - present a la península Ibèrica
- Goniomma collingwoodi Espadaler, 1997 - present a la península Ibèrica
- Goniomma compressisquama Tinaut, 1995 - present a la península Ibèrica
- Goniomma decipiens Espadaler, 1997 - present a la península Ibèrica
- Goniomma hispanicum (André, 1883) - present a la península Ibèrica
- Goniomma kugleri Espadaler, 1986 - present a la península Ibèrica
- Goniomma otini Santschi, 1929
- Goniomma punicum (Forel, 1907)
- Goniomma tuneticum (Forel, 1905)